# Aristolochia rhizantha
Aristolochia rhizantha är en piprankeväxtart som beskrevs av Cyrus Longworth Lundell. Aristolochia rhizantha ingår i släktet piprankor, och familjen piprankeväxter. Inga underarter finns listade i Catalogue of Life.